# Flora of North America
Flora of North America North of Mexico (досл. „Флора Северне Америке северно од Мексика”), скраћено FNA, вишетомна је научна публикација у којој се описују биљке аутохтоне за Северну Америку. Већина евиденције флоре је већ доступна онлајн. Очекује се да ће имати 30 томова/свезака када буде готова (тренутно их је 28), и биће прва публикација са обрађеном целокупном флором области северно од Мексика (на Северноамеричком континенту).
Рад је колаборативно дело преко 800 аутора, који су сарађивали преко веба.